# Byoblu
Byoblu (биосиний) — итальянская телевизионная станция, базирующаяся в Милане. Его номер логического канала[it] равен 262,  а также ведет прямую трансляцию на своем официальном сайте.
Изначально зародившийся как блог в Интернете, он основан исключительно на финансовой поддержке за счет бесплатных пожертвований граждан.
Byoblu также является издательской компанией, радиовещательной компанией, а с 2024 года — акционерным обществом.